# Champotón (kommun)
Champotón är en kommun i Mexiko.   Den ligger i delstaten Campeche, i den östra delen av landet, 900 km öster om huvudstaden Mexico City. Antalet invånare är 76 116.
Följande samhällen finns i Champotón:
- Champotón
- Santo Domingo Kesté
- Xbacab
- San Pablo Pixtún
- Maya Tecún I
- Miguel Colorado
- Aquiles Serdán
- Ulumal
- Moquel
- José María Morelos y Pavón
- General Ortiz Ávila
- Profesor Graciano Sánchez
- San Antonio Yacasay
- Villamar
- Villa de Guadalupe
- Arellano
- López Mateos
- San Juan Carpizo
- El Porvenir
- Cañaveral
- Nayarit Castellot
- Lázaro Cárdenas
- San José Carpizo Dos
- Carlos Salinas de Gortari
- Vicente Guerrero
- San José Carpizo Uno
- Dzacabuchén
- Nueva Esperanza Número 2
- Ignacio López Rayón
- San Miguel
- San Antonio del Río
- El Zapote
- Dzitbalché Castellot
- Ah-Kim-Pech
- Valle de Quetzalcóatl
- Punta Xen
- Chilam Balam
- Kukulkán (ort)
- La Noria
- Miguel Allende
- Buenaventura
- Moch Cohuó
- López Portillo Número 2